# Bocian białoszyi
Bocian białoszyi (Ciconia episcopus) – gatunek dużego ptaka z rodziny bocianów (Ciconidae). Występuje od Indii i północnego Pakistanu do Filipin i Indonezji.

## Systematyka
Gatunek ten w 1780 roku opisał Buffon w 14. tomie Histoire Naturelle des Oiseaux pod zwyczajową francuską nazwą Héron violet. Został on też zilustrowany w jednym z zeszytów Planches enluminées d’histoire naturelle – atlasu ptaków ukazującego się w latach 1765–1780, będącego uzupełnieniem publikacji Buffona; tablica barwna przedstawiająca bociana białoszyjego nosiła numer 906. Jako miejsce typowe w obu tych publikacjach podano Wybrzeże Koromandelskie w Indiach. Nazwę zgodną z zasadami nazewnictwa binominalnego (Ardea episcopus) nadał temu ptakowi Pieter Boddaert, który w swej publikacji z 1783 roku przydzielił binominalne nazwy wszystkim 1008 gatunkom zilustrowanym w Planches enluminées d’histoire naturelle (wiele z tych nazw utworzył sam). Obecnie gatunek zaliczany jest do rodzaju Ciconia.
Wyróżnia się dwa podgatunki C. episcopus:
- C. episcopus episcopus (Boddaert, 1783)
- C. episcopus neglecta (Finsch, 1904)

Dawniej za podgatunek bociana białoszyjego uznawano też bociana czarnoczelnego (C. microscelis) z Afryki Subsaharyjskiej, jest on jednak obecnie uznawany za odrębny gatunek.

## Morfologia

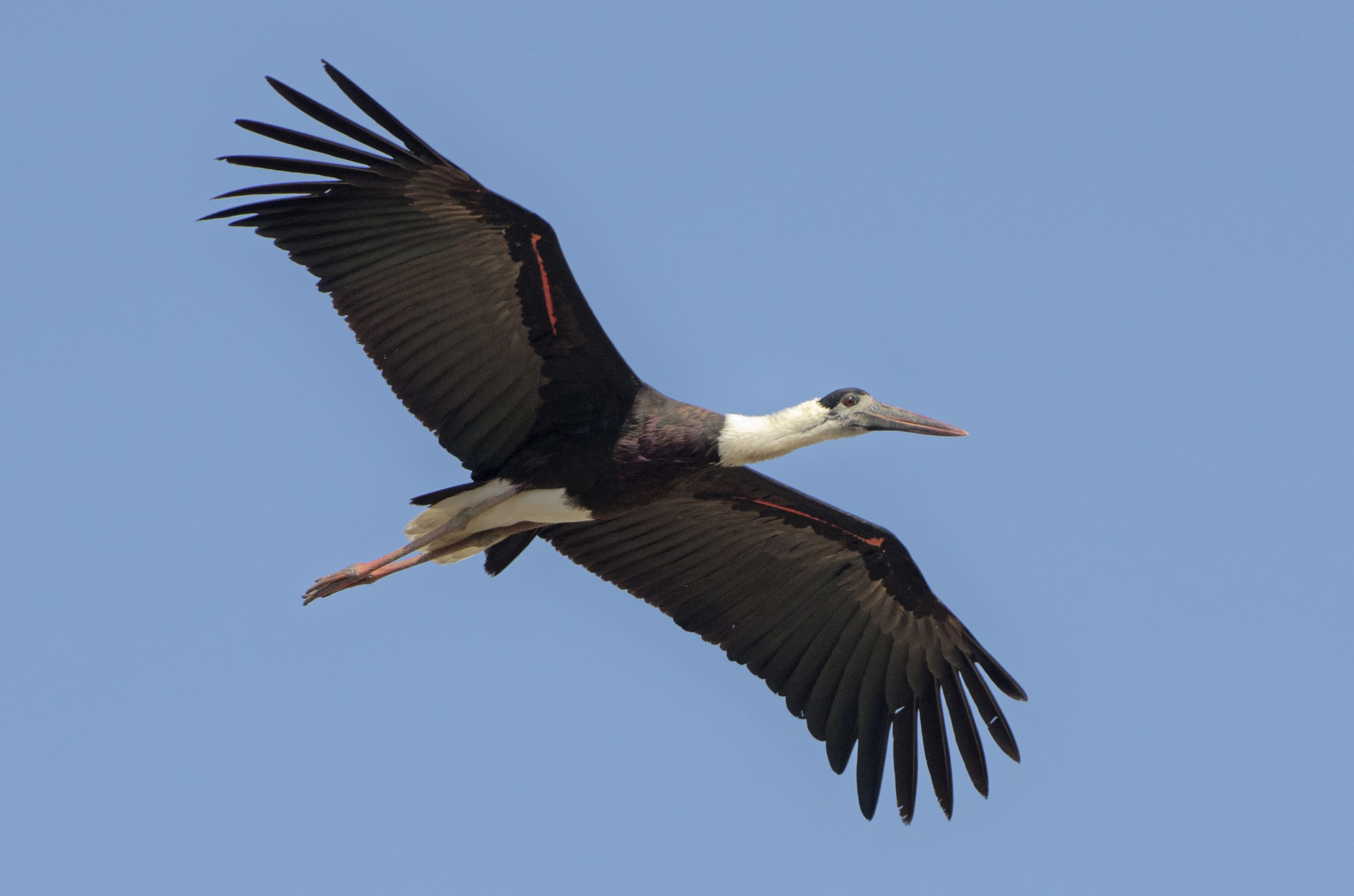
Bocian białoszyi w locie (Indie)

Długość ciała 86–95 cm, rozpiętość skrzydeł 170–190 cm, masa ciała 1,6–1,9 kg.
Błyszczące, brązowoczarne upierzenie skrzydeł oraz tułowia; biała szyja z charakterystycznymi „wełnistymi” piórami. U nasady dzioba biała plama. W locie widoczny biały brzuch.

## Zasięg, środowisko
Poszczególne podgatunki zamieszkują:
- C. episcopus episcopus – północny Pakistan, Indie i Sri Lanka[4] do Indochin, północny Półwysep Malajski, Filipiny
- C. episcopus neglecta – południowa Sumatra, Jawa i Wallacea

Występuje lokalnie, często nielicznie przy wodach, najczęściej jednak na terenach zalesionych. Niektóre populacje osiadłe, inne wędrują w głąb kontynentu.

## Zachowanie
Żyje samotnie, w parach lub w małych stadkach.
W skład jego diety wchodzą: ryby, płazy (żaby, ropuchy), gady (węże, jaszczurki), duże owady i ich larwy, kraby, mięczaki, bezkręgowce morskie.

## Status
Międzynarodowa Unia Ochrony Przyrody (IUCN) uznaje bociana białoszyjego za gatunek bliski zagrożenia (NT, Near Threatened). Liczebność populacji szacowana jest na 50 000 – 249 999 dorosłych osobników, a jej trend uznawany za spadkowy.